# Estadio Félix Capriles
El Estadio Sudamericano Félix Capriles Sainz es un estadio multipropósito y es el campo más grande en la ciudad de Cochabamba, Bolivia, a 2579 m s. n. m. Comenzó a construirse en 1922, pero tuvieron que pasar siete décadas para ver el final de la obra en 1997 con su remodelación final.
El Estadio tiene una capacidad real para 28 303 espectadores sentados. La medición fue realizada en la gestión 2018 por parte del Servicio Departamental del Deporte (Sedede) de Cochabamba siguiendo la norma FIFA de 40 cm por persona (2,5 personas por metro lineal). Es el estadio con la mejor iluminación de Bolivia.
El Estadio cuenta con una pista atlética de tartán de 8 carriles que fue inaugurada en 1993 en ocasión de los Juegos Deportivos Bolivarianos que Cochabamba conjuntamente Santa Cruz organizaron.
El Estadio Félix Capriles y el Estadio Hernando Siles son los únicos de Bolivia que cuentan con el dato de capacidad según la norma FIFA.

## Historia
Se construyó parte del estadio con mano de obra de los prisioneros paraguayos de la contienda bélica de la guerra del Chaco.  Tras la Ley Peñaranda del 7 de noviembre de 1922, el gobierno de Bautista Saavedra autorizó la compra de terrenos a la familia Cuéllar en la campiña de Cala Cala. En 1938, comenzó su construcción con el empuje de Félix Capriles Sainz (hombre ligado al deporte y luego a la política como senador de la República), quien definitivamente se constituyó en el impulsor de esta obra.
Inicialmente, en base al diseño del arquitecto José Villavicencio, se construyeron las tribunas de Preferencia y General. En 1944, las empresas Brosovich y Musevich Constructores, concluyeron la obra.
Con motivo de los Juegos Bolivarianos de 1993, entre los años 1991 y 1992, se amplía la capacidad del estadio con la construcción de tribunas en las Curvas Norte y Sur.
En 1996, se remodelarón las 4 tribunas del estadio con miras a la Copa América de 1997 y se mejoró la iluminación de 1000 LUX con 4 torres de 40 reflectores por torre y 26 reflectores ubicados por encima de las cabinas de transmisión de las tribunas de General y Preferencia.
En este estadio, el 31 de marzo de 1963, la Selección de fútbol de Bolivia hizo historia al consagrarse campeón de la Copa América tras derrotar por 5 - 4, en el último partido, a la Selección de fútbol de Brasil.
En este escenario deportivo juegan como local el Club Wilstermann y el Club Aurora. A los clubes solo se les permite dosificar como máximo 25 000 entradas en sus partidos de local.
Desde 2017, el estadio dejó de ser utilizado temporalmente con el fin de ser arreglado para los Juegos Suramericanos a disputarse el 2018.

## Proyecto de ampliación
Muchos proyectos se han presentado para la ampliación de la capacidad del estadio.
- En 2009 se presentó el proyecto más serio que proponía construir una bandeja alta en las 4 tribunas del escenario con estructura independiente para ampliar la capacidad del estadio a 50 000 personas.[3] El proyecto[4] contaba incluso con el presupuesto.

- En 2011, un grupo de ingenieros civiles determinó que al ser las tribunas de general y preferencia construidas con cimientos de piedra y a partir de que en el subsuelo del estadio existen muchas vertientes de agua, aumentar una bandeja alta era inviable, ya que se tendría que recubrir y reforzar los cimientos de piedra y que la solución era derrumbar las tribunas de general y preferencia, desviar las vertientes sobre todo de preferencia y construir dos tribunas nuevas.

- En 2012 y hasta la fecha, se desechó cualquier ampliación del estadio, debido a los problemas estructurales (sobre todo de la tribuna de Preferencia) y a las vertientes de agua del subsuelo del Estadio Félix Capriles.

- En 2014 decidieron dar por terminado la oportunidad de ampliación del estadio dando oportunidad a la construcción de grandes estadios ubicados en el sur y el oeste de la ciudad con el motivo de organizar los Juegos ODESUR que se realizara el año 2018.